# Samuel Smith (senatore)
Samuel Smith (Carlisle, 27 luglio 1752 – Baltimora, 22 aprile 1839) è stato un politico statunitense.

## Biografia
Fratello del sesto segretario di Stato degli Stati Uniti Robert Smith, nacque nello stato della Pennsylvania. Smith si trasferì con la famiglia a Baltimora (stato del Maryland) nel 1759. Fu per due volte senatore degli Stati Uniti del Maryland. Terminato il suo percorso di studi si dedicò al lavoro sino alla guerra d'indipendenza americana dove nella Continental Army intraprese una carriera militare diventando alla fine tenente colonnello. Fra le altre cariche ricoperte quella di sindaco di Baltimora dal 1835 fino al 1838, anno in cui si ritirò dalla vita politica. Alla sua morte il corpo venne sepolto all'Old Westminster Burying Ground.